# SønderjyskE Håndbold
SønderjyskE – duński klub piłki ręcznej z siedzibą w Haderslev. Ma zarówno sekcję męską, jak i żeńską. Drużyna męska występuje w 888ligaen (I poziom rozgrywkowy), natomiast drużyna żeńska w I dywizji (II poziom rozgrywkowy).